# 鷹爪龍屬
鷹爪龍（屬名："Aetonyx"）生存於侏羅紀早期赫唐階，約1億9800萬年前。屬名意為「老鷹的爪」，屬名意指牠們的爪類似老鷹。
鷹爪龍的模式種是"A. palustris"，是由南非古生物學家羅伯特·布魯姆（Robert Broom）在1911年所命名，化石被發現於南非。
鷹爪龍過去被分類於肉食龍下目，但自從被鑑定為原蜥腳下目的大椎龍後，鷹爪龍目前為無效名稱。

## 外部連結
- 鷹爪龍簡介（页面存档备份，存于）